# Compagnie de transports au Maroc
La Compagnie de transports au Maroc (en árabe: الشركة المغربية للنقل‎), o CTM (ستيام, Satyame), es una empresa privada marroquí de transporte por carretera. Fundada en 1919, es la empresa de transporte público más antigua de su país. Además, realiza servicios de mensajería. La empresa es miembro de la organización Eurolines. En 2020 contaban con una flota de 250 autocares.

## Historia
La idea de CTM se originó durante la visita a Francia del sultán Abd al-Hafid en agosto de 1912, con el general Hubert Lyautey supervisando personalmente el viaje. El sultán marroquí pasó un tiempo en la ciudad turística de Vichy, donde Jean Epinat era propietario de varias empresas de transporte.
El 8 de noviembre de 1919, el sultán aprobó un dahir que sancionaba el establecimiento de la empresa de transporte. La compañía sería fundada el 30 de noviembre de 1919 con el objetivo de acceder a "todo Marruecos". Sus servicios discurrían a lo largo de un nuevo sistema vial colonial planificado con el objetivo de unir todos los pueblos y ciudades importantes.
Al principio, los vehículos utilizados eran vehículos militares reutilizados de la Primera Guerra Mundial. Los pasajeros de segunda clase viajaban en los techos de estos vehículos.
Como colaborador del régimen colonial francés, Thami El Glaoui era un accionista mayoritario de la empresa. La empresa comenzó como privada antes de ser vendida al gobierno marroquí después de la independencia en 1956. En 1993, bajo la campaña de privatización en Marruecos, la empresa cotizó en la Bolsa de Casablanca.

## Información corporativa
El presidente de la empresa es Ezzoubaïr Errhaimini. En 2009, los ingresos de CTM ascendieron a 406 millones de dírhams. Los socios europeos de CTM incluyen Eurolines Bélgica (Epervier), Eurolines France S.A, Deutsch Touring, SITA, Sadem, Lazzi (Eurolines Italia), CLP, Julià (Eurolines España), Linebus y Alsa. Actualmente, CTM atiende a más de 100 destinos nacionales y más de 80 destinos internacionales en España, Francia, Bélgica, Italia, Alemania y los Países Bajos.